# 橋本和明 (演出家)
橋本 和明（はしもと かずあき、1978年10月8日 - ）は日本の演出家、ディレクター、起業家である。2003年4月日本テレビに入社し、『有吉ゼミ』『有吉の壁』『マツコ会議』などヒット番組を立ち上げる。2018年、2021年『24時間テレビ』の総合演出を担当。
2022年12月同社を退社、2023年1月より「株式会社WOKASHI」を立ち上げてフリーに。3月には縦型コンテンツを手がける「株式会社QREATION」に取締役兼チーフ・ディレクターとして参画することを発表。NETFLIXやAmazon Prime Videoなどの全世界コンテンツから、TikTokコント番組「本日も絶体絶命。」などのデジタル・コンテンツまで、幅広く企画・プロデュースを行なっている。
2024年9月には佐藤勝利（timelesz）・蓮見翔（ダウ90000）と3人でコントユニットを結成することを発表。「好きな仲間と好きなことをしたい」という構想で、さまざまなお笑いの形に挑戦していく。

## 人物
- 大分県大分市出身。大分県立大分上野丘高校卒業後、東京大学教育学部を経て東京大学大学院人文社会系研究科修了[5]。
- 小学生の頃から文学少年で江戸川乱歩やアガサ・クリスティをはじめ、『徒然草』『枕草子』『源氏物語』などの古典を原文で読んでいた[6]。
- 東大では社会学を専攻しており、ジェンダー研究の大家・上野千鶴子のゼミに所属していた[7]。
- 東大落語研究会出身[8]。大学時代はお笑いに明け暮れ、落研で結成された「コント集団ナナペーハー」及びそのOBによって結成された「コント集団ナノランナー」の初代座長を務める[9]。シティボーイズやジョビジョバに影響を受けた。
- 有吉と飲みに行った際に「ネタ芸人が活躍できるお笑い番組がやりたいね」と意気投合したことがきっかけで、有吉の壁が誕生した。ゴールデン昇格については、有吉の「こういうのは機運だから頑張りましょうか」という言葉に腹を括ったという[10]。
- 日本テレビでは倉田忠明、遠藤正累、島田総一郎チーフプロデューサーの番組を中心に演出を担当している。以前は松岡至、道坂忠久、横田崇、清水星人、秋山健一郎CP担当の番組もやっていた。
- バラエティーを中心に、ドラマや舞台、映画など幅広いコンテンツを手がけている。

## 担当番組

### テレビ番組　現在
レギュラー
- 有吉ゼミ（企画・総合演出）
- 有吉の壁（企画・監修）

特番
- Sexy Zoneのたった3日間で人生は変わるのか!?（企画・総合演出）
- いきざま大図鑑（企画・総合演出）
- 24時間テレビ 「愛は地球を救う」（2018年・2021年は総合演出）

### テレビ番組　過去
- ナイナイメモリー（ディレクター）
- ひらめ筋GOLD（ディレクター）
- 誰も知らない泣ける歌（ディレクター）
- あらすじで楽しむ世界名作劇場（チーフディレクター）
- スクール革命!（ディレクター）
- 不可思議探偵団（演出）
- SKE48のマジカル・ラジオ（演出）
- 世界最強の勇者たち（演出）
- 二宮和也の!日本調査（演出）
- ショコラ（企画・演出）
- タカトシのクイズ!サバイバル（企画・演出）
- マツコとマツコ（企画・演出）
- ニノさん（企画・演出）
- ヒルナンデス!（火曜演出）
- マツコ会議（演出、以前は企画兼務）
- 芸能人ですよ旅（企画・演出）
- 住住（監督）
- 卒業バカメンタリー（企画・演出）
- 寝ないの?小山内三兄弟（演出）
- でっけぇ風呂場で待ってます（企画・演出）
- 東京03とスタア（企画・演出）
- NETAMI（監修）
- Z STUDIO ひまつぶ荘（企画・演出）
- あいつが上手で下手が僕で シーズン1（監督）

### 配信
- NETFLIXコメディシリーズ 名アシスト有吉（企画・総合演出）
- DMM TV 横道ドラゴン（企画・総合演出）
- ABEMA 愛のハイエナ シーズン１・２（企画・演出）
- Amazon Prime Video ゴールデンコンビ（企画・演出）
- TikTok 本日も絶体絶命。（総合演出）

### 映画
- 有吉の壁 カベデミー賞 THE MOVIE（監督）

### 舞台
- アシタを忘れないで（演出）
- あいつが上手で下手が僕で（総合演出）
- Clubキャッテリア（エグゼクティブ・プロデューサー）